# Wang Huanyu
Wang Huanyu (en chino simplificado, 王焕玉; Wen'an, Hebei, 29 de diciembre de 1954 – 4 de noviembre de 2018) fue un astrofísico chino que sirvió al Secretario del Comité del Partido Comunista Chino y fue vicedirector del Instituto de Física de la Alta Energía entre marzo de 2003 y octubre de 2014. Wang hizo una contribución significativa al proyecto de exploración lunar de China.

## Biografía
Wang se graduó en la Universidad de Ciencia y Tecnología de China en noviembre de 1978 y fue asignado al Instituto de las Físicas de Alta Energías, donde fue secretario del Comité del Partido Comunista Chino y subdirector entre marzo de 2003 y octubre de 2014. 
Wang fue profesor y supervisor de doctorado en la Universidad de Ciencia y Tecnología de China. Fue director general de la Asociación de Instrumentos Nucleares de China y de la Academia China de Ciencias Espaciales. Fue subdirector del Comité Especializado de Exploración Espacial.
El 4 de noviembre de 2018, Wang murió de un ataque al corazón mientras hacía una presentación en una conferencia académica en Hefei, provincia de Anhui.